# Т-62Б
Т-62Б (Индекс ГБТУ — Объект 167М) — проект советского основного боевого танка. Разработан в конструкторском бюро Уральского танкового завода г. Нижний Тагил. Не производился.

## История создания
После того как Министерство обороны СССР отказалось принимать на вооружение средний танк «Объект 167» конструкторское бюро Уральского танкового завода в инициативном порядке продолжило совершенствовать конструкцию «Объекта 167». В 1960 году началась разработка новой модификации пушки У-5ТС под индексом 2А21. Основной задачей которой являлось введение раздельно-гильзового заряжания и соответственно введение в конструкцию танка механизма заряжания, что позволяло исключить из состава машины заряжающего и сократить экипаж до трёх человек. Для установки пушки 2А21 в «Объект 167» в конструкторское бюро Уральского танкового завода была начата работа над его модификацией под индексом «Объект 167Ж». Параллельно началось конструирование модификации под установку 125-мм пушки Д-81. В мае 1962 года проект получил индекс «Объект 167М», а также неофициальное название Т-62Б. В мае 1964 года проект Т-62Б был рассмотрен Государственным комитетом по оборонной технике СССР. Комитет принял решение о нецелесообразности ведения дальнейших работ по танку, ввиду того, что «Объект 167М» являлся новым средним танком и не отвечал перспективам развития танковой техники, в качестве базы которой предполагалось использовать ходовую часть «Объекта 432».

## Описание конструкции

### Броневой корпус и башня
По сравнению с базовой машиной («Объектом 167») корпус Т-62Б был изменён. Лобовой лист представлял комбинированный пакет из наружного стального листа толщиной 80 мм и внутреннего листа толщиной 30 мм, между которыми находилась 110-мм прослойка из стеклопластика. Кроме того, был увеличен наклон листа с 60° до 68°. Для уменьшения массы танка, нижний лобовой лист был уменьшен с 80 мм до 70 мм. Башня изготовлялась методом литья с алюминиевыми вставками по аналогии с башней Т-64, однако от алюминиевых вставок впоследствии отказались. Для защиты топливных баков от действиях кумулятивных боеприпасов по бортам в надгусеничных полках были установлены бортовые решётчатые экраны.

### Вооружение
В качестве основного вооружения использовалась 125-мм гладкоствольная пушка 2А26, помимо неё в качестве варианта предполагалась установка 122-мм нарезной пушки Д-83. Для стабилизации пушки использовался двухплоскостой стабилизатор «Ливень». Заряжание производилось при помощи карусельного автомата заряжания «Жёлудь», в котором размещался 21 выстрел раздельно-гильзового заряжания. По сравнению с автоматом заряжания танка Т-64, «Жёлудь» имел меньшую вместимость, однако более простую конструкцию и высокую надёжность при эксплуатации. Более того, давал возможность экипажу свободно переходить между отделением управления и боевым отделением. Возимый боекомплект составлял 40 выстрелов. С основным орудием был спарен 7,62-мм пулемёт ПКТ с возимым боекомплектом в 2500 патронов.

### Средства связи и наблюдения
Для стрельбы из основного орудия в дневных условиях использовался прицел Т2С с танковой системой управления огнём 1А33 «Обь». В ночных условиях предполагалось использовать прицелы «Луна II» или «Ключ», а также применять выстрелы с частично сгораемой гильзой.

## Модификации
- Объект 167М — базовый вариант
- Объект 167Мл — модификация с установкой в задней части башни пусковых установок ПТРК 9К11 «Малютка»
- Объект 167Д — вариант с повышенной радиационной защитой

## Оценка машины
По результатам проработок Уралвагонзавода было установлено, что Т-62Б являлся серьёзным конкурентом для танка Т-64А. При сравнении характеристик Т-62Б несколько уступал Т-64А, однако при этом Т-62Б сохранял взаимозаменяемость со средним танком Т-62, что позволяло его быстрее освоить в войсках. Кроме того, при продолжении работ над машиной большинство проблем могло быть устранено, однако предложения Карцева Л.Н. о необходимости продолжения работ по Т-62Б были отвергнуты и проект был закрыт. Вместо этого в конструкторское бюро Уралвагонзавода было отправлена тематическая карточка для проработки возможности установки 125-мм пушки 2А26 в серийные танки Т-62.